# 盒龍屬
盒龍屬（意為「Ermine Case 的蜥蜴」）是早期恐龍的一屬，生存於三疊紀晚期的北美洲。模式種是克勞斯貝盒龍（C. crosbyensis），由阿德里安·亨特（Adrian Hunt）、斯潘塞·盧卡斯（Spencer G. Lucas）、羅伯特·蘇利文（Robert Sullivan）等科學家於1998年所發表，屬名是以E.C. Case為名。牠是於美國德克薩斯州的Dockum地層中被發現。牠被認為可能與同期的欽迪龍是同一物種。牠暫時被分類為是艾雷拉龍的近親。

## 外部連結
- http://www.dinoruss.com/de_4/5caac98.htm （页面存档备份，存于）
- https://web.archive.org/web/20070308070138/http://users.tamuk.edu/kfjab02/dinos/vptexas.htm
- https://web.archive.org/web/20090327113542/http://www.users.qwest.net/~jstweet1/dinosauromorpha.htm